# 吉見泰
吉見 泰（よしみ ゆたか、1913年 - 没年不詳）は、日本の記録映画監督、脚本家。

## 人物
記録映画の脚本家、演出家として多数の作品に関わり、脚本を担当した科学映画作品が多くの国内賞・国際賞を受賞した。
『新しい米つくり』（東京シネマ、1955年）は、1956年ユーゴ国際農業教育映画祭最高外国映画賞、1957年ロンドン映画祭サンデー・タイムズ賞。『ミクロの世界-結核菌を追って-』（東京シネマ、1958年）は、教育映画祭最高賞、文部大臣賞、毎日映画コンクール教育文化映画賞、ヴェネツィア記録映画祭最高科学映画賞。『生命誕生』（東京シネマ、1963年）は、教育映画祭学術科学映画最高賞、パドヴァ大学科学教育映画大会グランプリなどを受賞。

## 主な経歴

### 日本映画社時代
- 1946年、亀井文夫とともに『日本の悲劇』（日本映画社）の編集を担当。
- 1948年、『東京裁判 世紀の判決』（日本映画社＝新世界映画社＝理研映画）脚本。
- 1949年、『あげはちょう』（日本映画社）脚本。

### 記録教育映画製作協議会から科学映画へ
- フリーとなり、日映作家集団、記録教育映画製作協議会の結成に関わる。
- 1952年、記録教育映画製作協議会の第1作『1952年メーデー』の製作・監督を担当[4]。
- 1954年、荒井英郎・杉山正美監督、記録教育映画製作協議会製作の『月の輪古墳』の脚本を担当。第1回教育映画祭（主催＝日本映画教育協会、後援＝文部省・外務省・通産省・厚生省・農林省・朝日新聞社・日本放送協会・東京都教育委員会）社会教育部門最高賞受賞。同年、東京シネマで岡田桑三、小林米作らとともに、科学映画の製作に携わる。
- 1955年、「よりよい教育映画を生み出すために」を『視聴覚教育』誌5月号（日本視聴覚教育協会）に掲載。

### 高度成長期の企業映画
- 1956年、三共提供『クロロマイセチン療法 -赤痢・腸チフス・百日咳-』などの脚本。
- 1960年、丸善石油提供『マリンスノー−石油の起源』、丸善石油提供『潤滑油』の脚本。
- 1966年、栗田工業提供『水の開拓者』の脚本。
- 1967年、日本光学工業提供『科学の眼 ―ニコン―』の脚本。
- 1968年、笹倉機械製作所提供『世界の水をつくる』の脚本。

### 九州芸術工科大学教授として
- 1968年、九州芸工大設立にあたり教授に就任、多くの後進の育成に寄与した。
- 1978年、日本映像学会の第4回大会が九州芸工大で開催され、実行委員長を務めた。